# Francisco Adam
Francisco Adam (Francisco Amaro Rodrigues Adam)  est un acteur portugais né le 13 août 1983 à Lisbonne et mort le 16 avril 2006, à Alcochete.

## Biographie
Francisco Adam a été un jeune modèle et acteur portugais, célèbre grâce à la telenovela portugaise Morangos com Açúcar. Il meurt à la suite d'un accident de voiture près de Coruche (district de Santarém).